# Lea Laven
Lea Laven, född 19 juni 1948, är en av Finlands mest berömda sångerskor.
Några av hennes största hits är "Tumma nainen", "Ei oo, ei tuu", och "Nyt kun oot mennyt".
1978 tog Laven på andra plats - i slutsats - i Finlands nationella inledningsrunda i Eurovisionskonkurrensen med låten "Aamulla Rakkaani Näin", som tjänade på titelsnitten av Lavens sjunde album som blev Lavens första guldcertifierade album. Lavens efterföljande inspelade produktion var mer inriktad på nytt material, bland annat 1979 Syksyn säsongvinnaren "Ei oo, ei tuu" som var den första hit i Finland för månaderna december 1979 och januari 1980. Laven registrerade fortfarande finskspråkiga täcker inklusive " Lahjan Sain "som som" Si la vie est cadeau "hade vunnit Eurovision 1983. 1984 bytte Laven till Bluebird Records där hennes debutalbum Sanat murenevat - Lavens tolfte albumversion - blev hennes enda platina-certifierade album hittills. 1990 debuterade Laven på Polarvox-etiketten med albumet Ali Baba som var Laven's sevententh album release och hennes sjätte album för att vara certifierat guld. Laven fick därefter en droppe i sin karriärprofil men fick en stor comeback 1999 då hon vann igen Syksyn säsongen och hennes vinnande sång "Nyt kun oot mennyt" nådde # 6 på finska nationella kartor. Lavens tjugoförsta albume "Tähdenlennon alla" utkom 2006. Laven har bott i Nådendal sedan 1984.